# 連山 (筮法)
連山是《周官》記載太卜所掌的三種筮法（三易）之一，三易唯《周易》傳行於世。《北史》記載隋代搜訪圖藉，劉炫僞造《連山》向皇帝獻書。又《新唐書·藝文志》載有《連山》十卷，收入經部易類。又《隋書·經籍志》 載有《連山》三十卷，題為梁元帝撰，屬子部五行類。兩書皆不傳世。清人馬國翰從古籍記載中，蒐羅佚文，輯出《連山》一卷。
《周易》為周之《易》，以乾卦為首，以變者爲占，占九、六之爻。據說，夏之《易》曰《連山》，以艮卦爲首，商之《易》曰《歸藏》，以坤卦為首。《連山》、《歸藏》皆以不變爲占，占七、八之爻。不過二易並亡，不知此說確實與否。

## 概述
據《周官》記載，太卜掌三易之法，連山、歸藏、周易，皆由八經卦兩兩重叠成六十四别卦。不過，此三易之法，唯《周易》傳行於世，其餘二易亡失不傳。
據鄭玄所釋：「連山者，象山之出雲，連連不絶。」，又謂連山為夏之《易》。桓譚《新論》曰：「《連山》八萬言，《歸藏》四千三百言。夏《易》煩而殷《易》簡」。王應麟《玉海》謂：皇甫謐記云：「《連山易》其卦以純艮爲首，艮爲山，山上山下，是名《連山》，雲氣出內於山，夏以十三月爲正，人統，艮漸正月，故以艮爲首。」
關於《連山》的由來，有幾種不同的說法：
- 杜子春以《連山》為伏羲氏之易[4]，賈公彥曰：宓戲造其名，夏因其名以作易[5]。
- 《論衡》以古者烈山氏之王得河圖，夏后因之曰《連山》。
- 皇甫謐以夏人因炎帝曰《連山》。
- 孔穎達據《世譜》等羣書，認為《連山》起於神農氏，以神農氏，號連山氏，亦名烈山氏。

## 歷代考究
《連山》或有其書，因桓譚《新論》稱：「厲山（連山）藏於蘭臺」，《帝王世紀》一書亦曾引《連山》云：“禹娶涂山之子，名曰攸女，生啟。”《水經注》亦曾引《連山》云：“有崇伯鯀伏於羽山之野”。北朝人劉炫曾偽造《連山》一書，《史記·夏本紀·索隱》引《連山易》有“鯀封于崇”一語，或認為是劉炫之偽作。馬國翰《玉函山房輯佚書》中收有《連山》一卷。
有學者以為《漢志·數術略·蓍龜類》載《夏龜》二十六卷，《南龜書》（疑為《商龜書》之誤寫）二十八卷，此即是《連山》與《歸藏》。余嘉錫亦同意此說，《連山》即《數術略》之《夏龜》。
有學者認為現藏貴州省荔波縣的水書《連山易》即為已失傳的《連山》。